# Kindberg
Kindberg är en stadskommun i distriktet Bruck-Mürzzuschlag i förbundslandet Steiermark i Österrike. Kommunen har 8 399 invånare (2024) och består av åtta orter (Ortschaften) (inom parentes invånarantal 1 januari 2024):

- Allerheiligen im Mürztal (0)
- Edelsdorf (300)
- Jasnitz (216)
- Kindberg (6 092)
- Leopersdorf (441)
- Mürzhofen (771)
- Sölsnitz (110)
- Wieden (469)

Kommunen fick sin nuvarande form den 1 januari 2015 genom en sammanslagning av kommunerna Allerheiligen im Mürztal, Kindberg och Mürzhofen. 